# Copa América de 2021 - Grupo B
O Grupo B da Copa América de 2021, 47ª edição desta edição realizada quadrienalmente pela Confederação Sul-Americana de Futebol (CONMEBOL), reuniu as seleções do Brasil, do Peru, do Colômbia, do Equador e da Venezuela. A seleção australiana estava prevista para participar do torneio, porém foi retirada da competição devido ao adiantamento dos jogos para as Eliminatórias da Ásia. Os componentes deste grupo foram definidos por sorteio realizado em 3 de dezembro de 2019, na cidade de Cartagena, na Colômbia.
Os jogos deste grupo estavam previsto para serem realizados em cinco cidades argentinas. Porém, no dia 30 de maio de 2021, a Conmebol anuncia a suspensão da Copa America na Argentina devido a piora da Pandemia de COVID-19 na região, ocasionando num confinamento mais rígido. No dia seguinte é anunciado que o Brasil irá receber o evento.

## Equipes
| Inscrição            | Seleção   | Participação | Melhor resultado anterior                                      |
| -------------------- | --------- | ------------ | -------------------------------------------------------------- |
| A1 (cabeça-de-chave) | Colômbia  | 23ª          | Campeão (2001)                                                 |
| A2                   | Brasil    | 37ª          | Campeão (1919, 1922, 1949, 1989, 1997, 1999, 2004, 2007, 2019) |
| A3                   | Venezuela | 19ª          | 4º lugar (2011)                                                |
| A4                   | Equador   | 28ª          | 4º lugar (1959 e 1993)                                         |
| A5                   | Peru      | 33ª          | Campeão (1939 e 1975)                                          |

## Estádios
| Rio de Janeiro Goiânia Cuiabá BrasíliaCopa América de 2021 - Grupo B (Brasil) | Rio de Janeiro Goiânia Cuiabá BrasíliaCopa América de 2021 - Grupo B (Brasil) | Brasília                                    |
| ----------------------------------------------------------------------------- | ----------------------------------------------------------------------------- | ------------------------------------------- |
| Rio de Janeiro Goiânia Cuiabá BrasíliaCopa América de 2021 - Grupo B (Brasil) | Rio de Janeiro Goiânia Cuiabá BrasíliaCopa América de 2021 - Grupo B (Brasil) | Estádio Nacional de Brasília Mané Garrincha |
| Rio de Janeiro Goiânia Cuiabá BrasíliaCopa América de 2021 - Grupo B (Brasil) | Rio de Janeiro Goiânia Cuiabá BrasíliaCopa América de 2021 - Grupo B (Brasil) | Capacidade: 69 349                          |
| Rio de Janeiro Goiânia Cuiabá BrasíliaCopa América de 2021 - Grupo B (Brasil) | Rio de Janeiro Goiânia Cuiabá BrasíliaCopa América de 2021 - Grupo B (Brasil) |                                             |
| Rio de Janeiro Goiânia Cuiabá BrasíliaCopa América de 2021 - Grupo B (Brasil) | Rio de Janeiro Goiânia Cuiabá BrasíliaCopa América de 2021 - Grupo B (Brasil) | Cuiabá                                      |
| Rio de Janeiro Goiânia Cuiabá BrasíliaCopa América de 2021 - Grupo B (Brasil) | Rio de Janeiro Goiânia Cuiabá BrasíliaCopa América de 2021 - Grupo B (Brasil) | Arena Pantanal                              |
| Rio de Janeiro Goiânia Cuiabá BrasíliaCopa América de 2021 - Grupo B (Brasil) | Rio de Janeiro Goiânia Cuiabá BrasíliaCopa América de 2021 - Grupo B (Brasil) | Capacidade: 44 097                          |
| Rio de Janeiro Goiânia Cuiabá BrasíliaCopa América de 2021 - Grupo B (Brasil) | Rio de Janeiro Goiânia Cuiabá BrasíliaCopa América de 2021 - Grupo B (Brasil) |                                             |
| Rio de Janeiro                                                                | Goiânia                                                                       |                                             |
| Estádio Olímpico Nilton Santos                                                | Estádio Olímpico Pedro Ludovico Teixeira                                      |                                             |
| Capacidade: 44 661                                                            | Capacidade: 13 500                                                            |                                             |
|                                                                               |                                                                               |                                             |

## Classificação
|  | Equipes classificadas para a fase final |
|  | Equipes eliminadas                      |

| Pos | Equipe     | Pts | J | V | E | D | GP | GC | SG | Classificado           |
| --- | ---------- | --- | - | - | - | - | -- | -- | -- | ---------------------- |
| 1   | Brasil (H) | 10  | 4 | 3 | 1 | 0 | 10 | 2  | +8 | Avança para Fase Final |
| 2   | Peru       | 7   | 4 | 2 | 1 | 1 | 5  | 7  | −2 | Avança para Fase Final |
| 3   | Colômbia   | 4   | 4 | 1 | 1 | 2 | 3  | 4  | −1 | Avança para Fase Final |
| 4   | Equador    | 3   | 4 | 0 | 3 | 1 | 5  | 6  | −1 | Avança para Fase Final |
| 5   | Venezuela  | 2   | 4 | 0 | 2 | 2 | 2  | 6  | −4 | Eliminados             |

## Jogos

### Brasil vs. Venezuela
| 13 de junho   | Brasil                                          | 3 – 0     | Venezuela | Estádio Mané Garrincha, Brasília |
| 18:00 (UTC-3) | Marquinhos 23' · Neymar 64' (pen) · Gabriel 89' | Relatório |           | Árbitro: URU Esteban Ostojich    |

| Brasil | Venezuela |

| GL             | 1  | Alisson         |     |     |
| LD             | 2  | Danilo          |     |     |
| Z              | 14 | Éder Militão    |     |     |
| Z              | 4  | Marquinhos      |     |     |
| LE             | 16 | Renan Lodi      | 38' | 46' |
| MC             | 17 | Lucas Paquetá   |     | 46' |
| V              | 5  | Casemiro (c)    |     |     |
| V              | 8  | Fred            |     | 86' |
| A              | 9  | Gabriel Jesus   |     | 86' |
| A              | 7  | Richarlison     |     | 65' |
| A              | 10 | Neymar          |     |     |
| Substituições: |    |                 |     |     |
| LE             | 6  | Alex Sandro     |     | 46' |
| MC             | 11 | Éverton Ribeiro |     | 46' |
| A              | 21 | Gabriel Barbosa | 66' | 65' |
| V              | 15 | Fabinho         |     | 86' |
| PE             | 18 | Vinícius Júnior |     | 86' |
| Treinador:     |    |                 |     |     |
| Tite           |    |                 |     |     |

| GL             | 12 | Joel Graterol             |     |       |
| LD             | 21 | Alexander González        |     | 90+2' |
| Z              | 28 | Adrián Martínez           |     |       |
| Z              | 8  | Francisco La Mantía       |     |       |
| Z              | 14 | Luis Mago                 | 80' |       |
| LE             | 27 | Yohán Cumana              |     |       |
| MC             | 13 | José Andrés Martínez      |     |       |
| V              | 24 | Bernaldo Manzano          | 69' | 77'   |
| CP             | 5  | Júnior Moreno             |     |       |
| MC             | 23 | Cristian Cásseres Jr.     |     | 84'   |
| A              | 9  | Fernando Aristeguieta (c) |     | 77'   |
| Substituições: |    |                           |     |       |
| A              | 25 | Richard Celis             |     | 77'   |
| PD             | 11 | Sergio Córdova            |     | 77'   |
| M              | 26 | Edson Castillo            |     | 84'   |
| ZC             | 20 | Ronald Hernández          |     | 90+2' |
| Treinador:     |    |                           |     |       |
| José Peseiro   |    |                           |     |       |

| Bandeirinha: Carlos Barreiro Martín Soppi Quatro árbitro: Gery Vargas Árbitro assistente de vídeo: Julio Bascuñán Árbitro assistente do árbitro de vídeo: Cristian Garay |

### Colômbia vs. Equador
| 13 de junho   | Colômbia    | 1 – 0     | Equador | Arena Pantanal, Cuiabá     |
| 21:00 (UTC-4) | Cardona 42' | Relatório |         | Árbitro: ARG Néstor Pitana |

### Colômbia vs. Venezuela
| 17 de junho   | Colômbia | 0 – 0 | Venezuela | Estádio Olímpico, Goiânia |
| 18:00 (UTC-3) |          |       |           | Árbitro: PAR Eber Aquino  |

### Brasil vs. Peru
| 17 de junho   | Brasil                                                                 | 4 - 0 | Peru | Estádio Nilton Santos, Rio de Janeiro |
| 21:00 (UTC-3) | Alex Sandro 12' · Neymar 68' · Éverton Ribeiro 89' · Richarlison 90+3' |       |      | Árbitro: ARG Patricio Loustau         |

### Venezuela vs. Equador
| 20 de junho   | Venezuela                      | 2 – 2 | Equador                      | Estádio Nilton Santos, Rio de Janeiro |
| 18:00 (UTC-3) | Castillo 51' · Hernández 90+1' |       | Ay. Preciado 39' · Plata 71' | Árbitro: CHI Roberto Tobar            |

### Colômbia vs. Peru
| 20 de junho   | Colômbia        | 1 – 2 | Peru                       | Estádio Olímpico, Goiânia     |
| 21:00 (UTC-3) | Borja 53' (pen) |       | Peña 17' · Mina 64' (g.c.) | Árbitro: URU Esteban Ostojich |

### Equador vs. Peru
| 23 de junho   | Equador                           | 2 – 2 | Peru                        | Estádio Olímpico, Goiânia      |
| 18:00 (UTC-3) | Tapia 23' (g.c.) · Preciado 45+3' |       | Lapadula 49' · Carrillo 54' | Árbitro: ESP Jesús Gil Manzano |

### Brasil vs. Colômbia
| 23 de junho   | Brasil                                | 2 – 1 | Colômbia | Estádio Nilton Santos, Rio de Janeiro |
| 21:00 (UTC-3) | Roberto Firmino 78' · Casemiro 90+10' |       | Díaz 10' | Árbitro: ARG Néstor Pitana            |

### Venezuela vs. Peru
| 27 de junho   | Venezuela | 0 – 1 | Peru         | Estádio Mané Garrincha, Brasília |
| 18:00 (UTC-3) |           |       | Carrillo 48' | Árbitro: ARG Patricio Loustau    |

### Brasil vs. Equador
| 27 de junho   | Brasil           | 1 – 1 | Equador  | Estádio Olímpico, Goiânia  |
| 18:00 (UTC-3) | Éder Militão 37' |       | Mena 53' | Árbitro: CHI Roberto Tobar |